# Gabriele Guizzo
Gabriele Guizzo (Volpago del Montello, 1º aprile 1942 – Volpago del Montello, 3 aprile 2020) è stato un calciatore italiano, di ruolo attaccante.

## Caratteristiche tecniche
Giocò nel ruolo di centravanti.

## Carriera
Giocò in Serie A ed in Serie B con il Venezia.

## Palmarès

### Club

#### Competizioni nazionali
- Serie B: 1

Venezia: 1960-1961